# Paul Goddard
Pour les articles homonymes, voir Goddard.
Paul Goddard, né le 12 octobre 1959 à Hillingdon, district de Londres (Angleterre), est un footballeur anglais, qui évoluait au poste d'attaquant à West Ham United et en équipe d'Angleterre.
Goddard a marqué un but lors de son unique sélection avec l'équipe d'Angleterre en 1982.

## Carrière
- 1977-1980 : Queens Park Rangers
- 1980-1987 : West Ham United
- 1986-1988 : Newcastle United
- 1988-1990 : Derby County
- 1989-1991 : Millwall FC
- 1990-1994 : Ipswich Town  [1]

## Palmarès

### En équipe nationale
- 1 sélection et 1 but avec l'équipe d'Angleterre en 1982.

### Avec West Ham United
- Vainqueur du Championnat d'Angleterre de football D2 en 1981.
- Finaliste de la Coupe de la Ligue anglaise en 1981.

### Avec Ipswich Town
- Vainqueur du Championnat d'Angleterre de football D2 en 1992.